# Ludwik Gąsiorowski

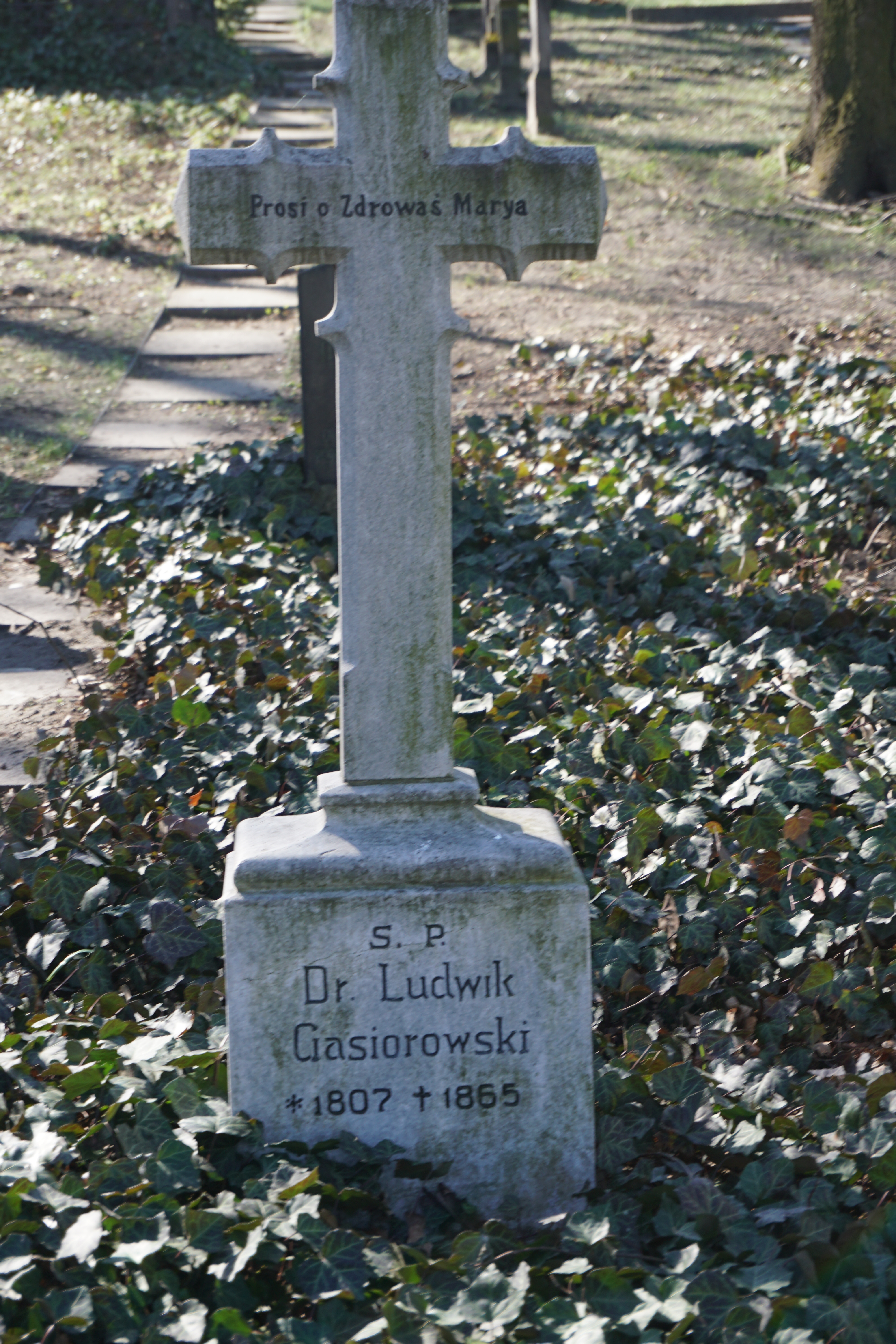
grób Ludwika Gąsiorowskiego na cmentarzu Zasłużonych Wielkopolan

Ludwik Hiacynt Gąsiorowski (ur. 16 sierpnia 1807 lub 25 sierpnia 1808 w Rudzie, zm. 9 grudnia 1863 w Poznaniu) – polski lekarz, działacz społeczny i filantrop, członek zarządu PTPN.

## Życiorys
Ukończył poznańskie gimnazjum św. Marii Magdaleny. W trakcie studiów medycznych we Wrocławiu uczestniczył w powstaniu listopadowym. Po zamieszkaniu w 1836 roku w Poznaniu rozpoczął współpracę z doktorem Karolem Marcinkowskim. Zajmował się działalnością medyczną, dydaktyczną i społeczną skierowaną do ubogich. Więziony za udział w przygotowaniach powstańczych w 1846. Podczas Wiosny Ludów pracował jako lekarz szpitali powstańczych. W latach 1839–1855 opracował i wydał Zbiór wiadomości do historii sztuki lekarskiej w Polsce od czasów najdawniejszych aż do czasów najnowszych przez co uznawany jest za ojca polskiej historii medycyny. Po śmierci pochowany na cmentarzu świętomarcińskim, obecnie spoczywa na cmentarzu Zasłużonych Wielkopolan.